# Zamek Tenczyn

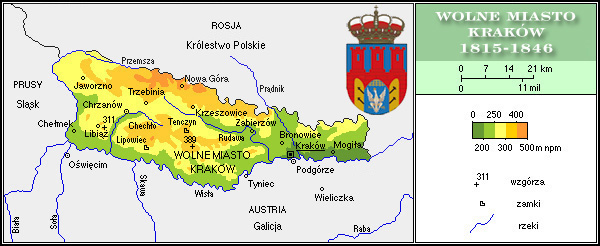
Położenie zamku na terenie Wolnego Miasta Kraków (1815–1846)

Zamek Tenczyn – ruiny zamku leżącego na Jurze Krakowsko-Częstochowskiej, włączonego w XIV wieku do kazimierzowskiego systemu Orlich Gniazd, we wsi Rudno w województwie małopolskim, w powiecie krakowskim, w odległości 24 km na zachód od Krakowa, 5 km na południowy zachód od Krzeszowic, 1 km na północ od autostrady A4. Dawna siedziba rodu Tęczyńskich.
Ruiny zamku stoją na dawnym stożku wulkanicznym, będącym najwyższym wzniesieniem Garbu Tenczyńskiego (Góra Zamkowa 398/401 m n.p.m.).

## Historia zamku
Pierwsza wzmianka dotycząca okolic zamku Tenczyn, datowana jest na 24 września 1308. Wówczas Władysław Łokietek z oddziałem rycerstwa przebywający w lasach in Thanczin wydał dokument dla klasztoru o. cystersów w Sulejowie. Przyjmuje się, że pierwszy zamek (drewniany) zbudował około 1319 kasztelan krakowski Nawój z Morawicy. Wzniósł on największą na zamku wieżę, zwaną do dziś „Wieżą Nawojową”. Właściwym twórcą zamku murowanego w latach 1331–1361 był syn Nawoja, Andrzej – wojewoda krakowski i sandomierski. Na najwyższej, północno-wschodniej części wzgórza, wzniósł dalszy fragment zamku, w którym mieszkał i zmarł w 1368. On także pierwszy przyjął nazwisko Tęczyński. Syn Andrzeja, Jan, odnowił i znacznie rozbudował zamek, a także założył kaplicę. Z tego okresu pochodzi pierwsza odnotowana w dokumentach historycznych wzmianka dotycząca bezpośrednio zamku. Władysław Jagiełło więził w nim niektórych ważniejszych jeńców krzyżackich, wziętych do niewoli w czasie bitwy pod Grunwaldem.
W krótkim czasie ród Tęczyńskich doszedł do wielkiego znaczenia. W posiadaniu Tęczyńskich było 45 miejscowości, w tym 15 w pobliżu zamku. W 1461 przez blisko rok na zamku w Rudnie mieszkał Jan Długosz. Około połowy XVI wieku często na zamku bywali: Mikołaj Rej z Nagłowic, Jan Kochanowski, Piotr Kochanowski oraz inne ważne postaci polskiego odrodzenia. Do połowy XVI wieku wygląd zamku nie ulegał większym zmianom. W tym okresie znajdowały się przy nim: folwark, łaźnia, browar ze słodownią i dom praczek. 
W latach 1579–1593 kasztelan wojnicki, podkomorzy wielki koronny Jan Tęczyński „wielkim kosztem zmurował prawie znowa zamek na Tenczynie” – pisał Bartosz Paprocki w Herbach rycerstwa polskiego. Zamek posiadał trzy skrzydła, otwarte ku zachodowi, ozdobione renesansowymi attykami, gzymsami i krużgankami. Rozbudowa ciągnęła się do początku XVII wieku. Zamek wraz z podgrodziem został otoczony murem kurtynowym, od północy wzmocniono go basteją wjazdową (barbakanem), a od południa dwiema pięciokątnymi bastejami. Pod zamkiem rozciągały się ogrody (od północy) i winnice (od zachodu i południa). Ostatnią dużą inwestycją na zamku była gruntowna przebudowa kaplicy zamkowej, dokonana w początkach XVII wieku przez Agnieszkę z Tęczyńskich Firlejową, późniejszą fundatorkę klasztoru o. karmelitów bosych w Czernej. W 1637 zmarł wojewoda krakowski Jan Magnus Tęczyński, ostatni męski przedstawiciel rodu. Jego jedyna córka Izabela wyszła za mąż za Łukasza Opalińskiego. W 1655 marszałek wielki koronny Jerzy Lubomirski, ustępując przed Szwedami, ukrył skarbiec koronny w Starej Lubowli na Spiszu, ale rozpuścił fałszywą wieść, że skarbiec znajduje się na Tenczynie. Oddział szwedzki pod dowództwem Kurta Christopha von Königsmarck obległ zamek w 1655, i po obronie załogi pod dowództwem kapitana piechoty Jana Dziuli, przyjął jego kapitulację. Szwedzi jednak nie dotrzymali warunków układu i wymordowali całą załogę. Po tym, gdy nie znaleźli skarbu koronnego, w lipcu 1656 opuścili zamek i spalili. Po potopie zamek został odbudowany (częściowo). Zamek wchodził w 1662 w skład hrabstwa tenczyńskiego Łukasza Opalińskiego. 

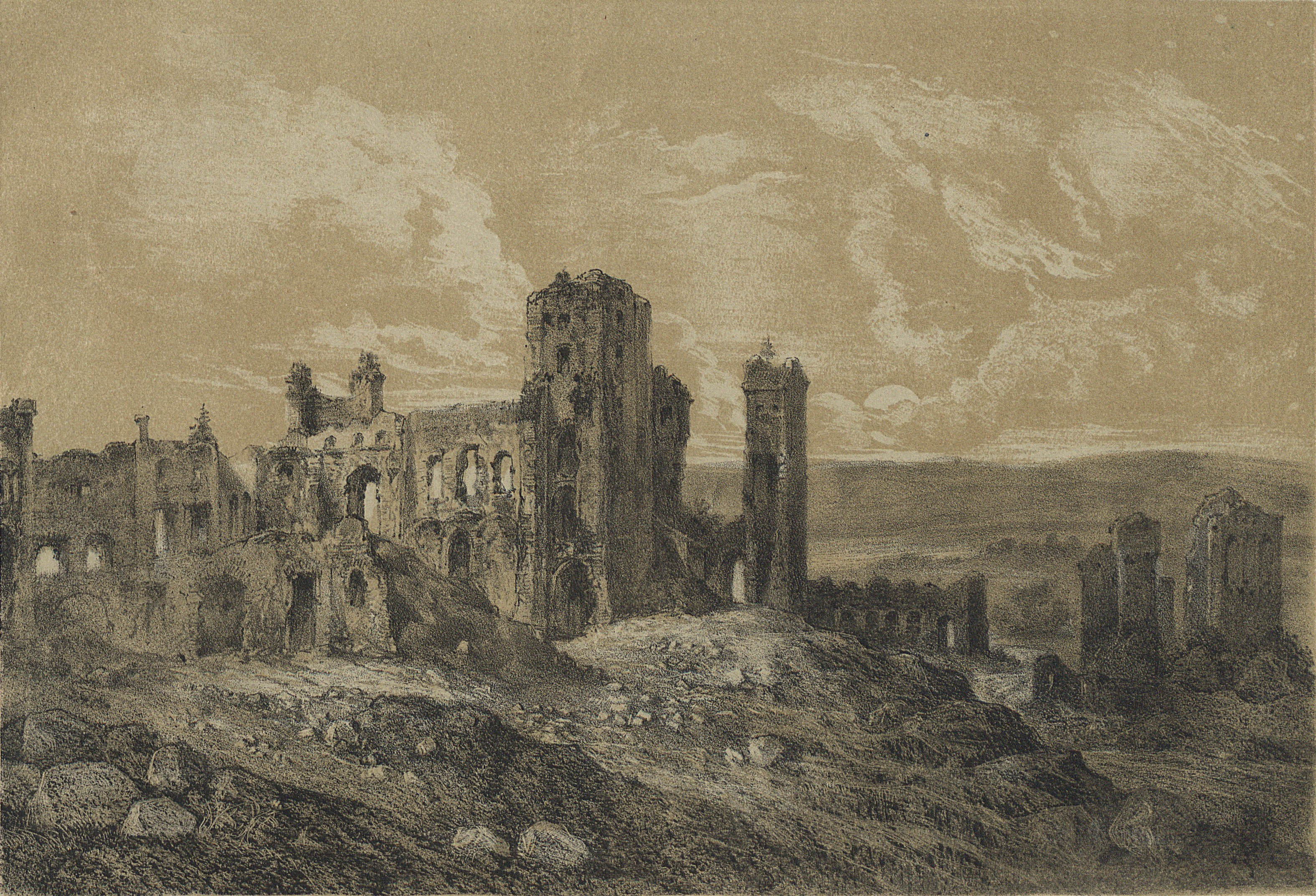
Zamek Tenczyn na grafice z 1862

Na początku XVIII wieku dobra tenczyńskie przeszły po kądzieli w ręce Adama Sieniawskiego, tą samą drogą uzyskał je wojewoda ziem ruskich, książę August Aleksander Czartoryski i z kolei jego córka Izabela Lubomirska. W 1768 uległ pożarowi w wyniku uderzenia pioruna i od tego czasu popadał w coraz większą ruinę. W 1783 prochy ostatniego z Tęczyńskich, Jana, przeniesiono z kaplicy zamkowej do nowego grobu w kościele św. Katarzyny w Tenczynku. Od 1816 zamek stał się własnością Potockich herbu Pilawa i pozostał w ich rękach do wybuchu II wojny światowej w 1939.
Na początku XXI wieku zamek popadał w coraz większą ruinę w związku ze sporami kompetencyjnymi między różnymi szczeblami administracji publicznej. W 2008 powstało obywatelskie Stowarzyszenie „Ratuj Tenczyn”, mające na celu nagłośnienie sytuacji ruin zamku oraz zmuszenie władz lokalnych i centralnych do wywiązywania się z obowiązku ochrony zabytku. W 2009 wydana została decyzja w sprawie unieważnienia decyzji o odebraniu zamku rodzinie Potockich w ramach reformy rolnej w 1944, jej wykonanie zostało jednak wstrzymane. W 2009 z uwagi na zły stan techniczny zamek został zamknięty dla zwiedzających. W 2010 gmina Krzeszowice, będąca administratorem zamku, pozyskała środki z Ministerstwa Kultury i Dziedzictwa Narodowego i rozpoczęła zabezpieczanie ruin. Dzięki pracom zabezpieczającym proces niszczenia ruin udało się zatrzymać.
W lipcu 2016, w wyniku porozumienia zawartego między gminą Krzeszowice a spadkobiercami Adama hr. Potockiego, ruiny zamku zostały ponownie otwarte dla zwiedzających. Organizatorem ruchu turystycznego na zamku jest Fundacja Na Rzecz Rozwoju i Promocji Sztuki New Era Art.

## Plan zamku
Hipotetyczna rekonstrukcja faz rozwojowych, według W. Łuszczkiewicza, N. Pajzderskiego, S. Polaczka. B. Guerquina. M. Korneckiego. T. Małkowskiej-Holzerowej i J. Kurtyki. Przypuszczalna identyfikacja pomieszczeń na podstawie aktu podziałowego z 1553 i rysunku E.J. Dahlberga z 1655. W nawiasach podano szacunkowe datowanie oraz roczne daty wzmianek źródłowych:
- A – zamek górny (XIV wiek)
  - a – studnia (1655)
- B – zamek dolny (XIV/XV wiek), zamek Tenczyn cum muro (1410), przedzamcze, czyli przygródek (1553)
- C – rekonstrukcja przebiegu zburzonego muru obwodowego w XIV–XV wieku (B. Guerquin)
- D – dom mieszkalny w XIV wieku (B. Guerquin), stajnie, kuchnie, piekarnia, wozownia (1553, 1733)
- E – wieża bramna, tzw. wieża Nawojowa z przedbramiem (XIV lub XIV/XV wieku), turris altissima ad portom arcis (1655)
- F – kaplica (XIV–XV wiek)
  - ff – zakrystia i skarbczyk (XVII wiek)
- G – barbakan i szyja ubezpieczające wjazd na zamek (przełom XV/XVI wieku lub pierwsza 1/3 XVI wieku (1655))
- H – baszta „Dorotka” z XIV/XV wieku (1553)
- I – część reprezentacyjna (XV wiek)
  - i – „wielka sala” (1553) – izba stołowa z piecem z herbem Tęczyńskich i z ich 15 portretami (1733)
  - ii – komnata, która jest z „wielkiej sali” (1553) – „sala o 5 oknach” (1733)
  - iii – „pokój krzywy” z 2 portretami (1733)
- J – krużganki (1579/84)
- K – basteje (przełom XVI/XVII wieku), w tym baszta Grunwaldzka (pd-zach); z uwagi na wieloboczny (nieokrągły) kształt Bogdanowski (Sztuka Obronna, Kraków 1993, s. 156–157) oznacza je jako bastiony (w typie szkoły włoskiej).
- L – mury i dwie baszty przedzamcza sprzed 1579 (XV wiek)
- I – baszta z XV wieku (może gdanisko, łazienka (1553), „baszta pusta” (1733))
- II – baszta z XV wieku (więzienna)
- M – mury przedzamcza po założeniu fortyfikacji bastejowych (XVI/XVII wiek)
- N – pomieszczenia załogi i służby
- Nn – baszta czworokątna (zapewne najstarsza wieża bramna z XIV wieku, później wchłonięta przez zabudowania)

## Pomnik przyrody na dziedzińcu
Na dziedzińcu zamku rośnie pomnik przyrody – klon jawor. Drzewo zostało ustanowiono pomnikiem 15 kwietnia 1936.

## Legendy
- Podobno małżonka jednego z Tęczyńskich nie szczędziła swoich wdzięków innym. Dowiedziawszy się o tym, jej mąż zamurował wiarołomną żonę żywcem w baszcie zw. „Dorotka”. Jęki i krzyki grzesznicy długo jeszcze było słychać w zamku, a i jakoby dzisiaj tajemnicze odgłosy dobywają się niekiedy z głębi ruin.
- Ostatni z rodu Tęczyńskich miał zostać śmiertelnie poturbowany przez potężnego dzika, podczas łowów w położonej niedaleko od zamku Puszczy Dulowskiej[15].
- Podobno podczas księżycowych nocy na „Wieży Nawojowej” pośród płomieni widać postać płaczącej kobiety, słychać też szczęk żelaza. Postać ta znika, dopiero gdy zabrzmi dzwon w pobliskim klasztorze.
- Podobno w trzeciej – najgłębszej kondygnacji lochów zamkowych pod dawną kaplicą znajdują się wielkie skarby. Bogactw tych strzegą diabły pod postaciami wielkich psów. Można je wykraść przez 2 dni w roku: nocą w Boże Narodzenie i na Wielkanoc. Należy się jednak wystrzegać cienia tajemniczego rycerza, który nocą krąży po zamku bo kto go ujrzy już nigdy nie wraca.

## Odniesienia w kulturze
Plenery zamku zostały wykorzystane w filmie Ostrze na ostrze, a także w serialach: 
- Czarne chmury (w odcinku pt. „Wilcze Doły”)
- Rycerze i rabusie
- Barbarzyńcy (Netflix)[16]

## Galeria

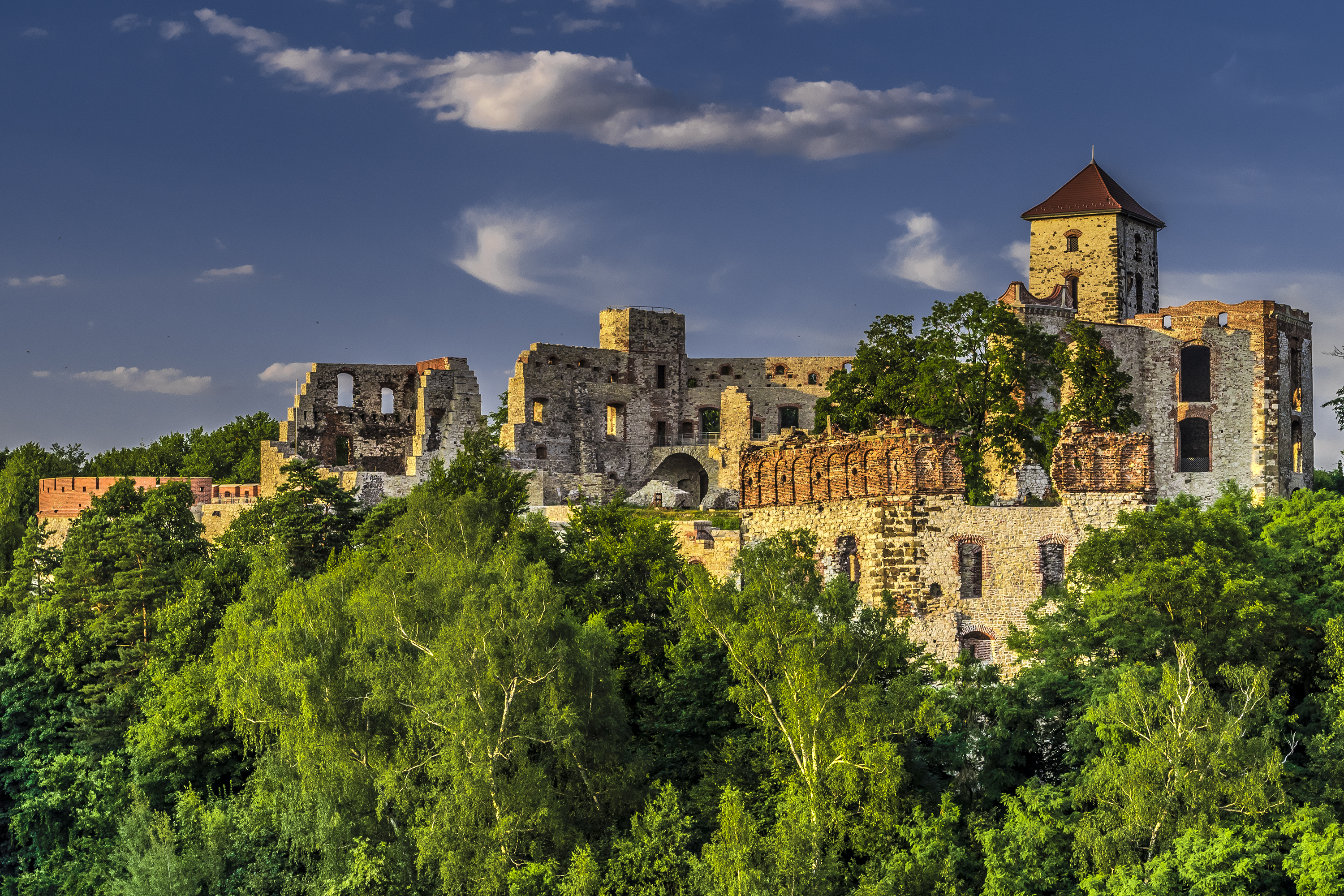
Widok zamku
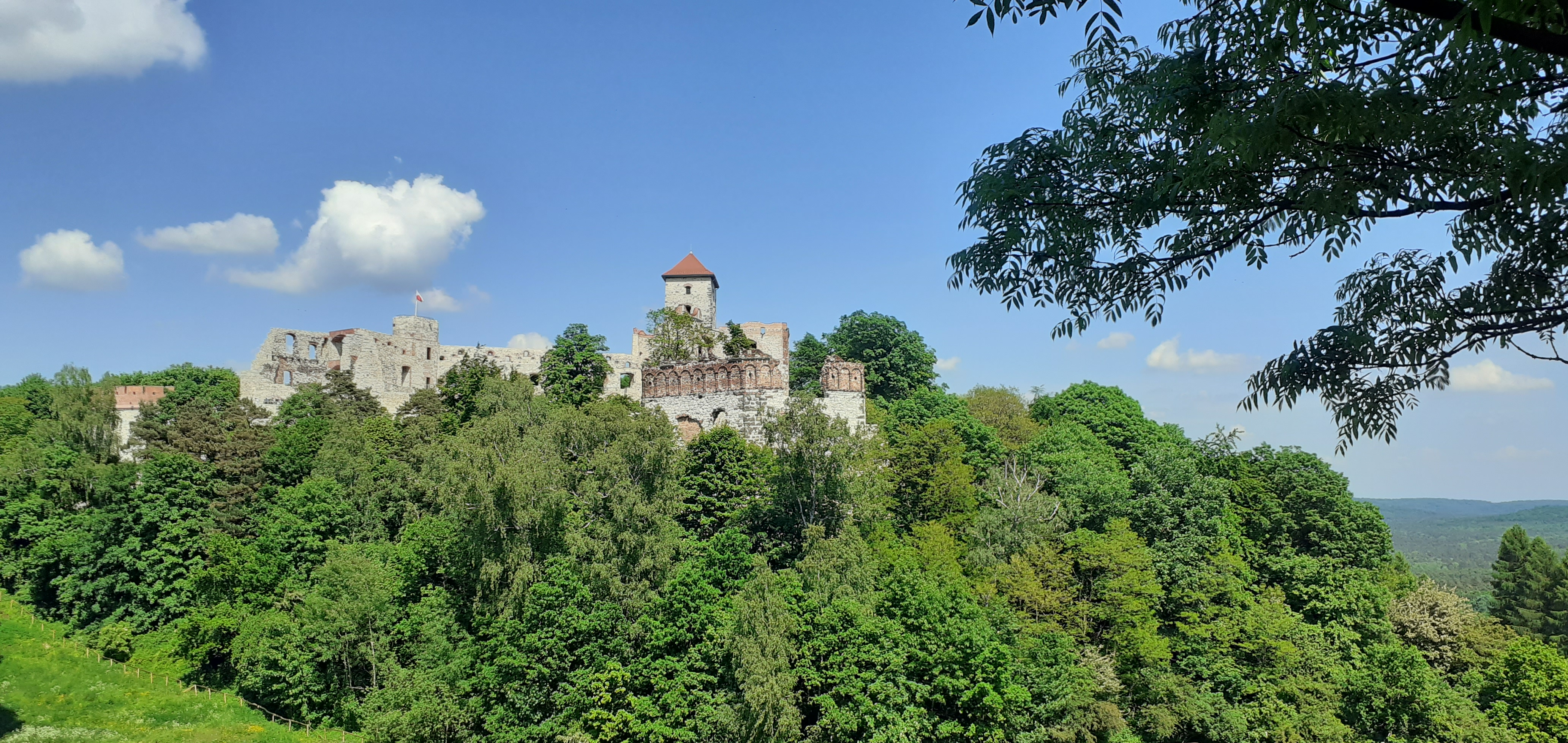
Widok od południowego zachodu
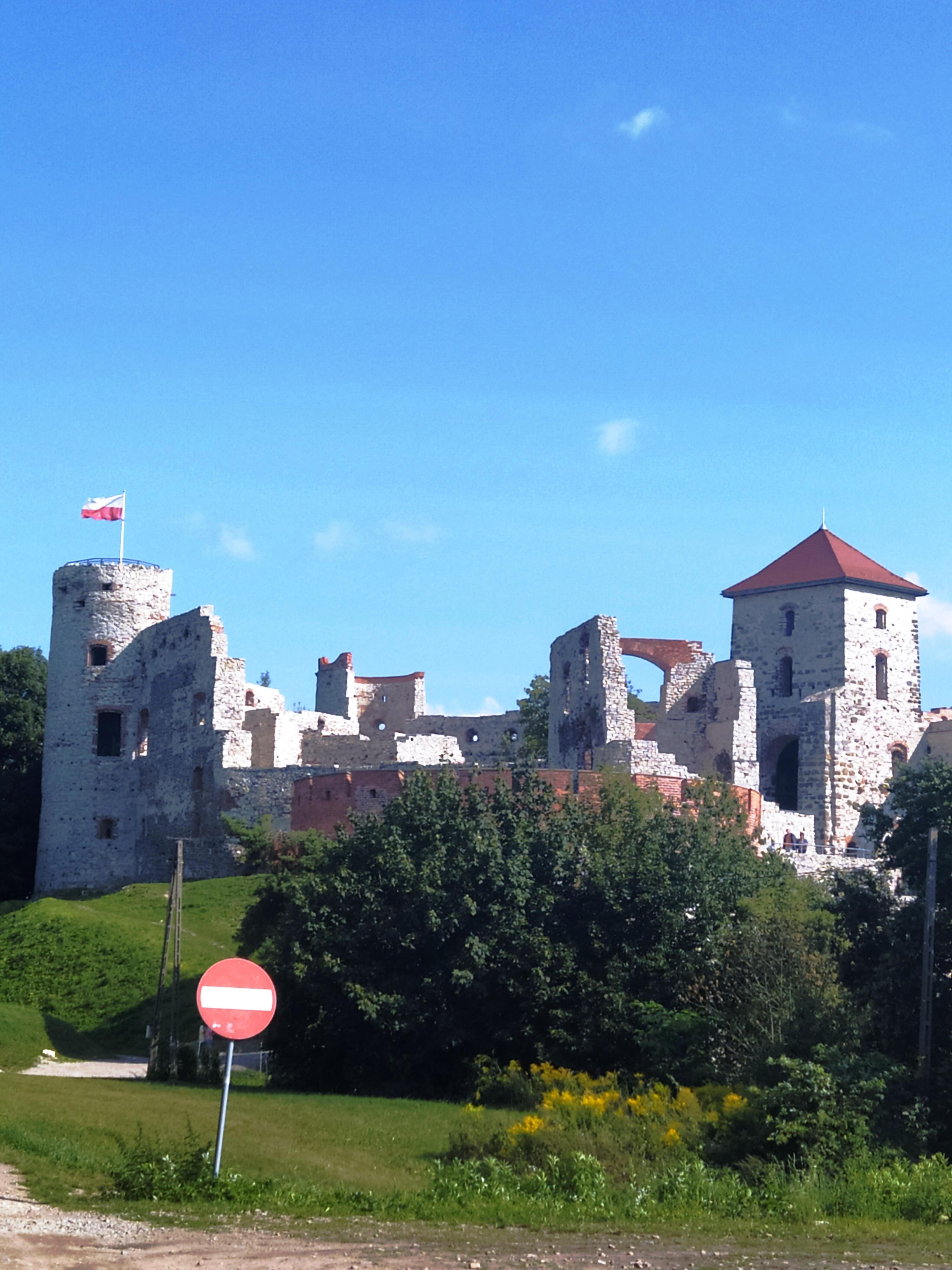
Widok od zachodu
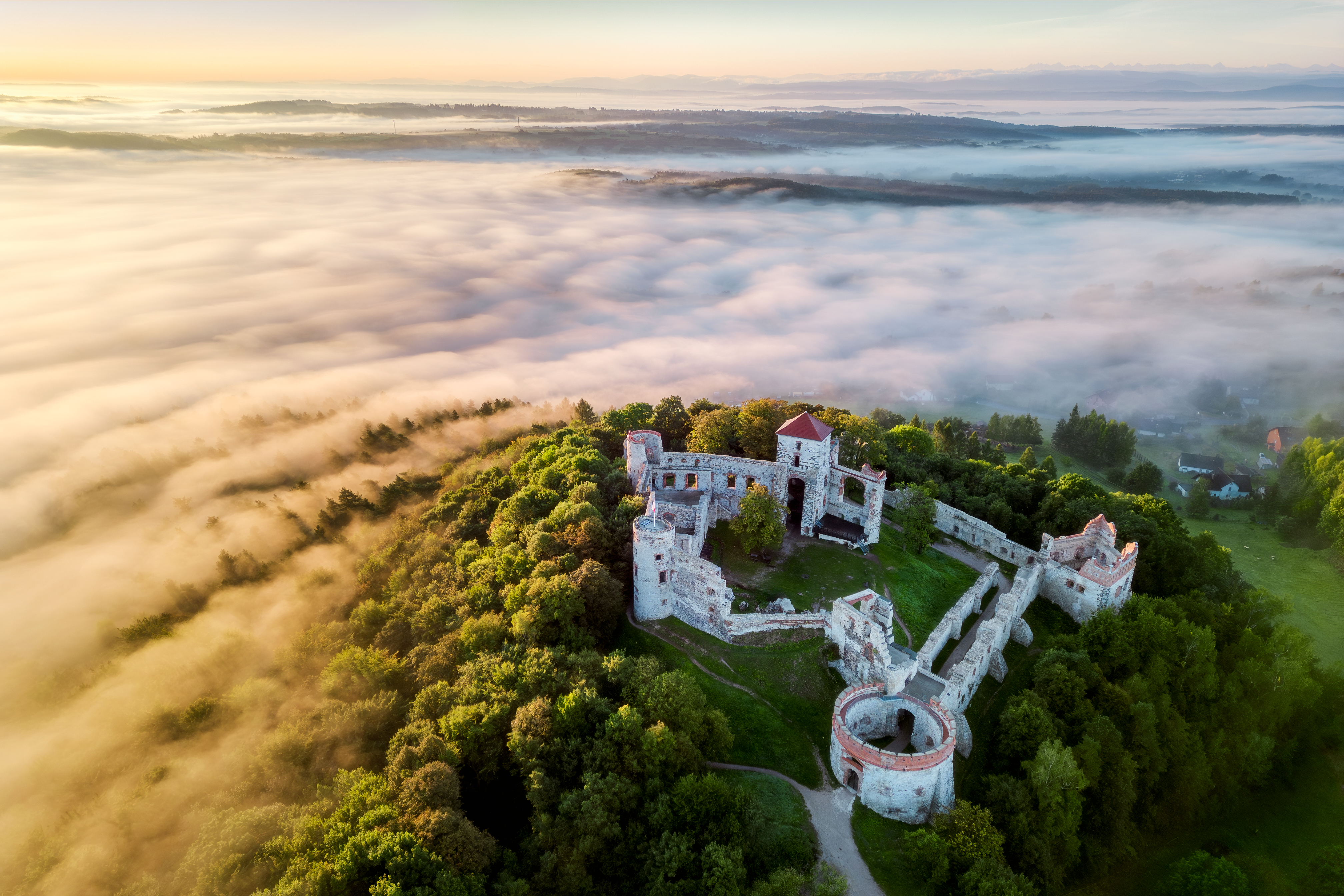
Zamek z lotu ptaka
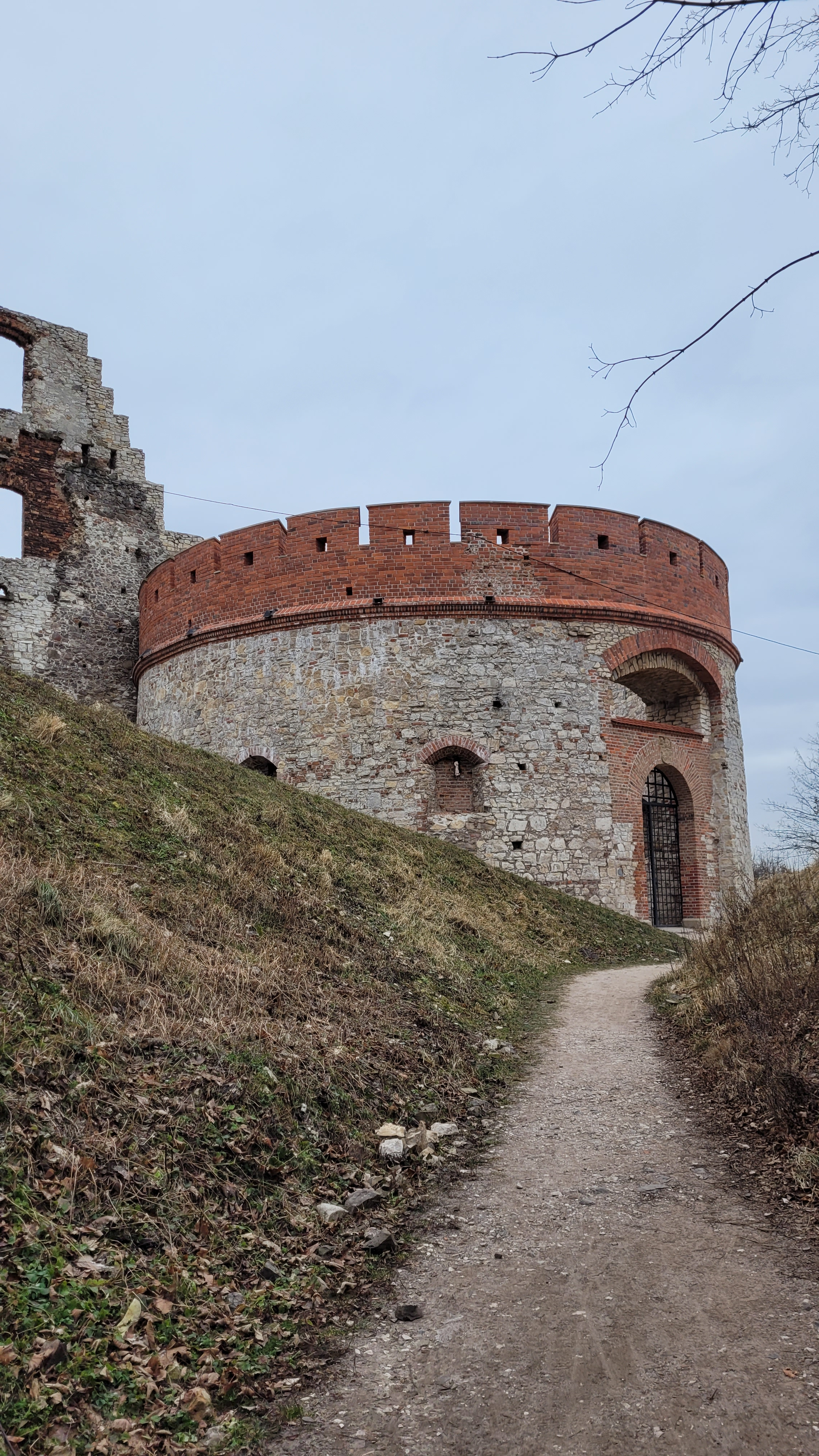
Barbakan z bramą wjazdową
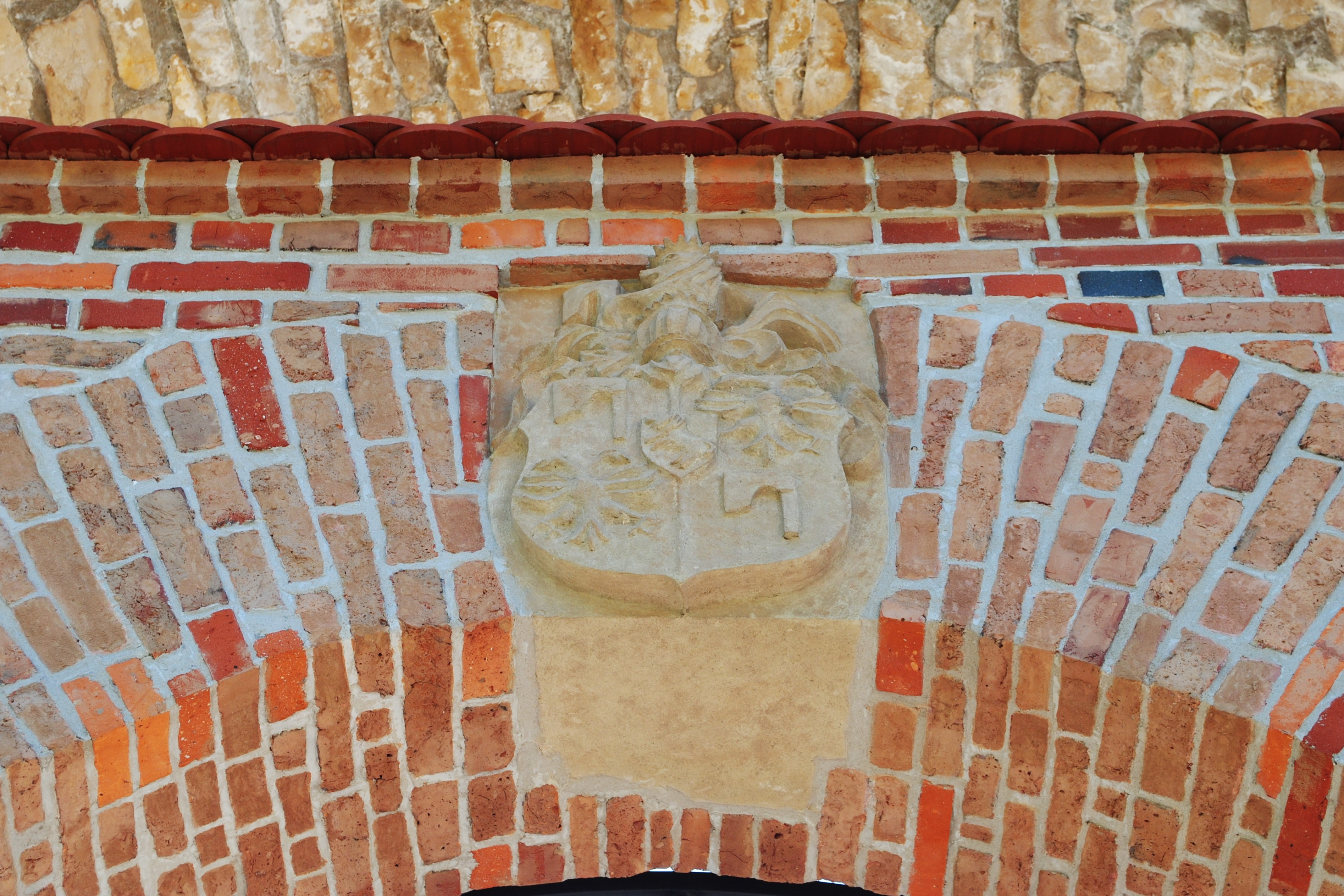
Herb Tęczyńskich nad bramą wjazdową
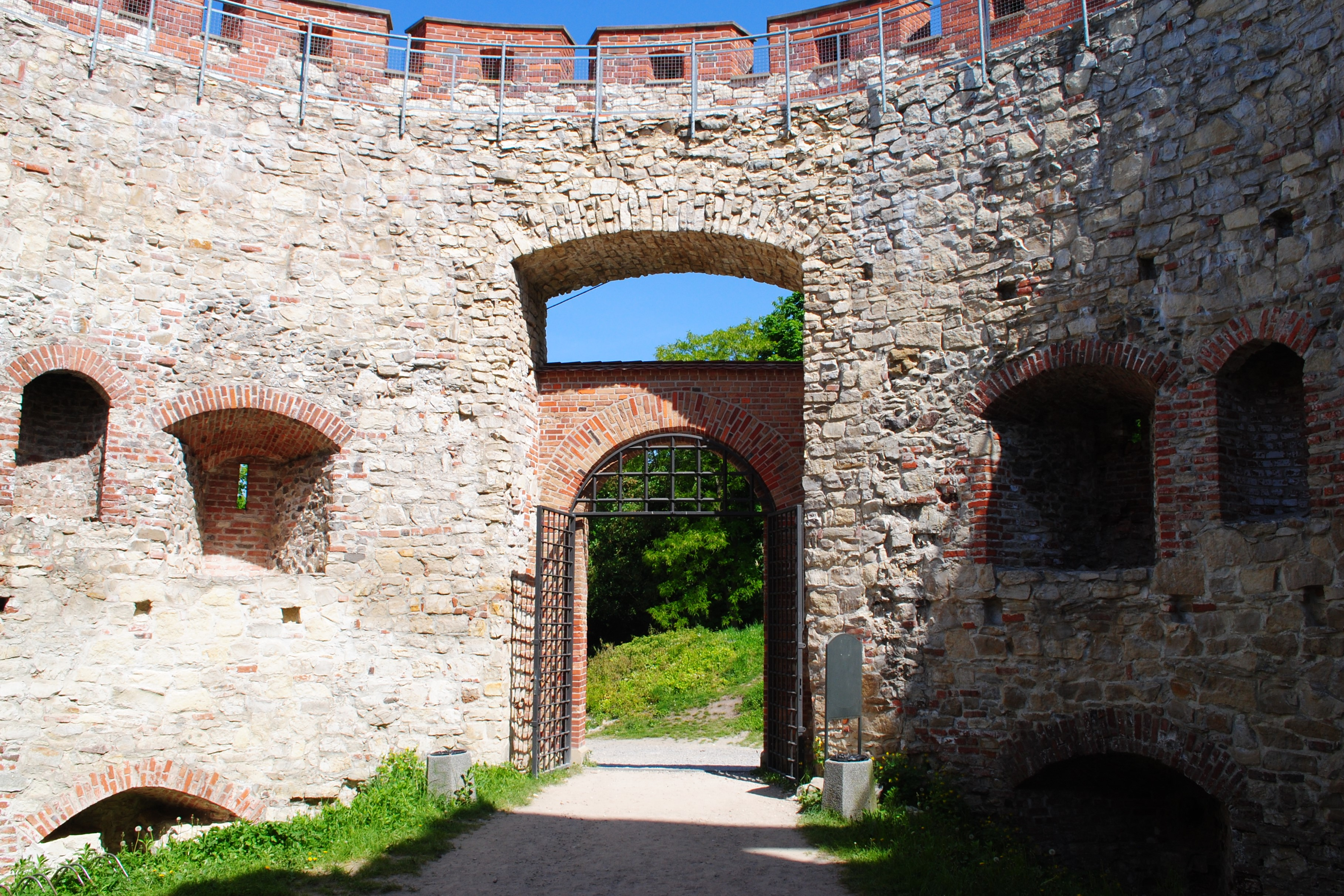
Barbakan od wewnątrz
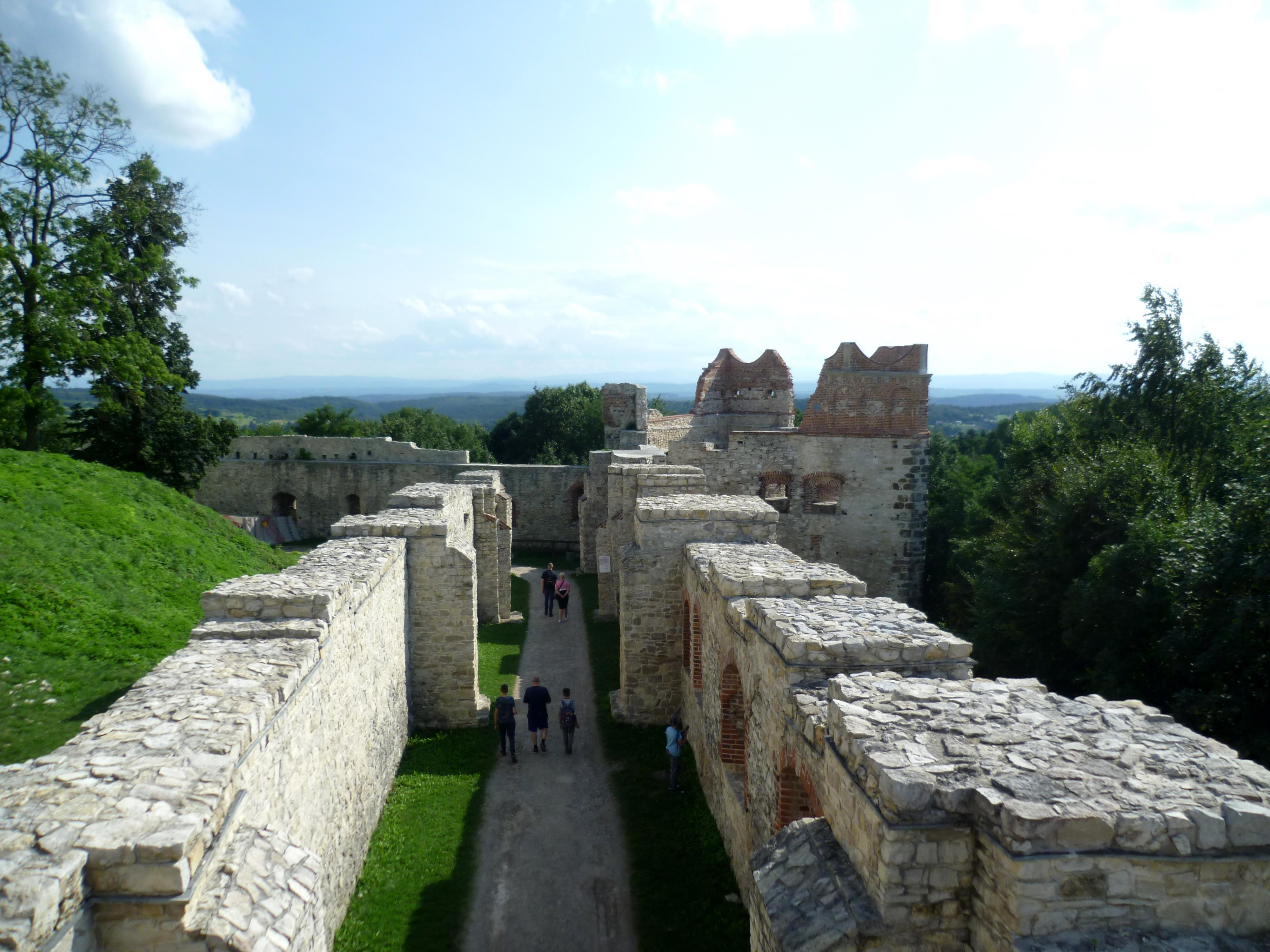
Korytarz wjazdowy i basteja Grunwaldzka
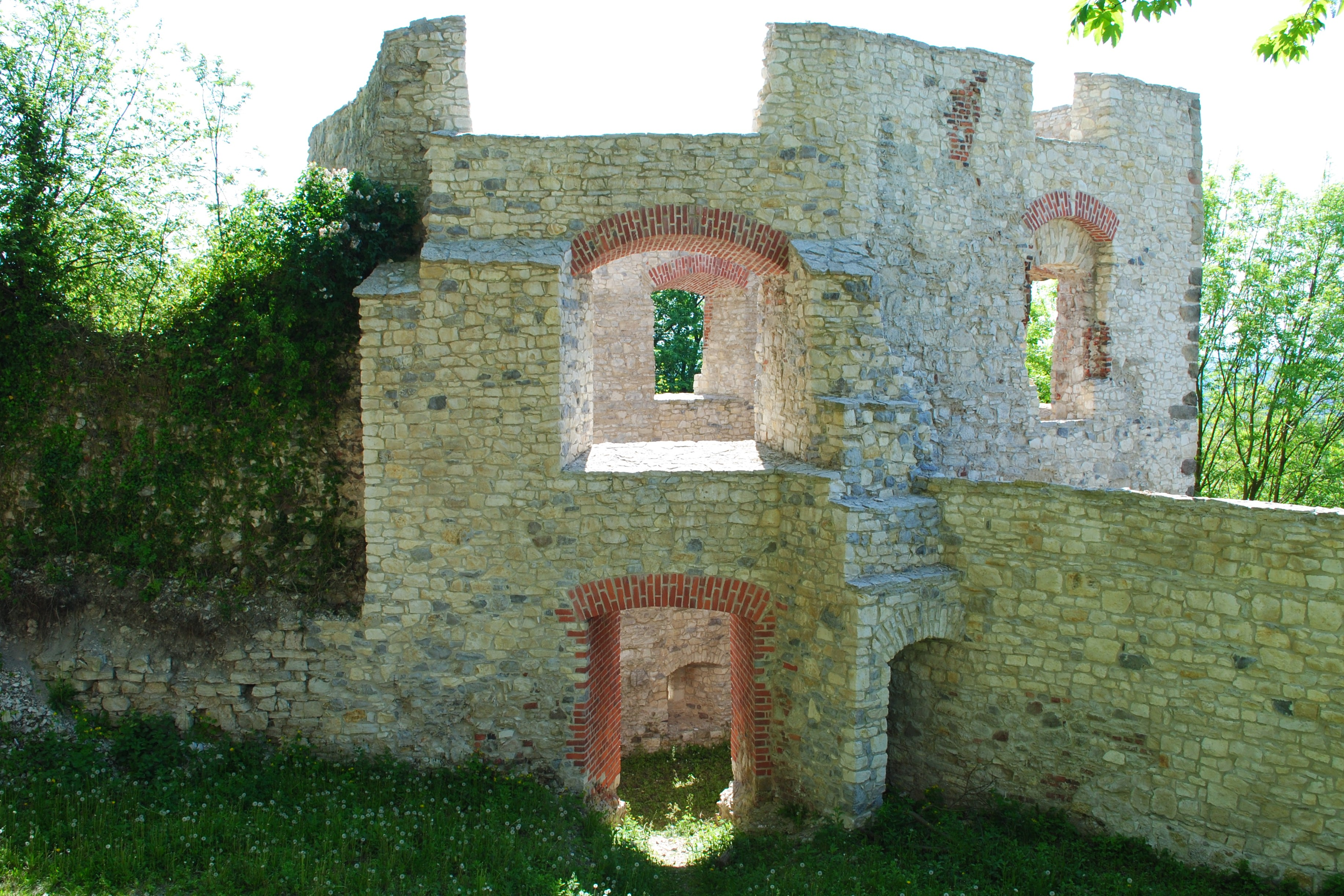
Basteja Tenczyńska
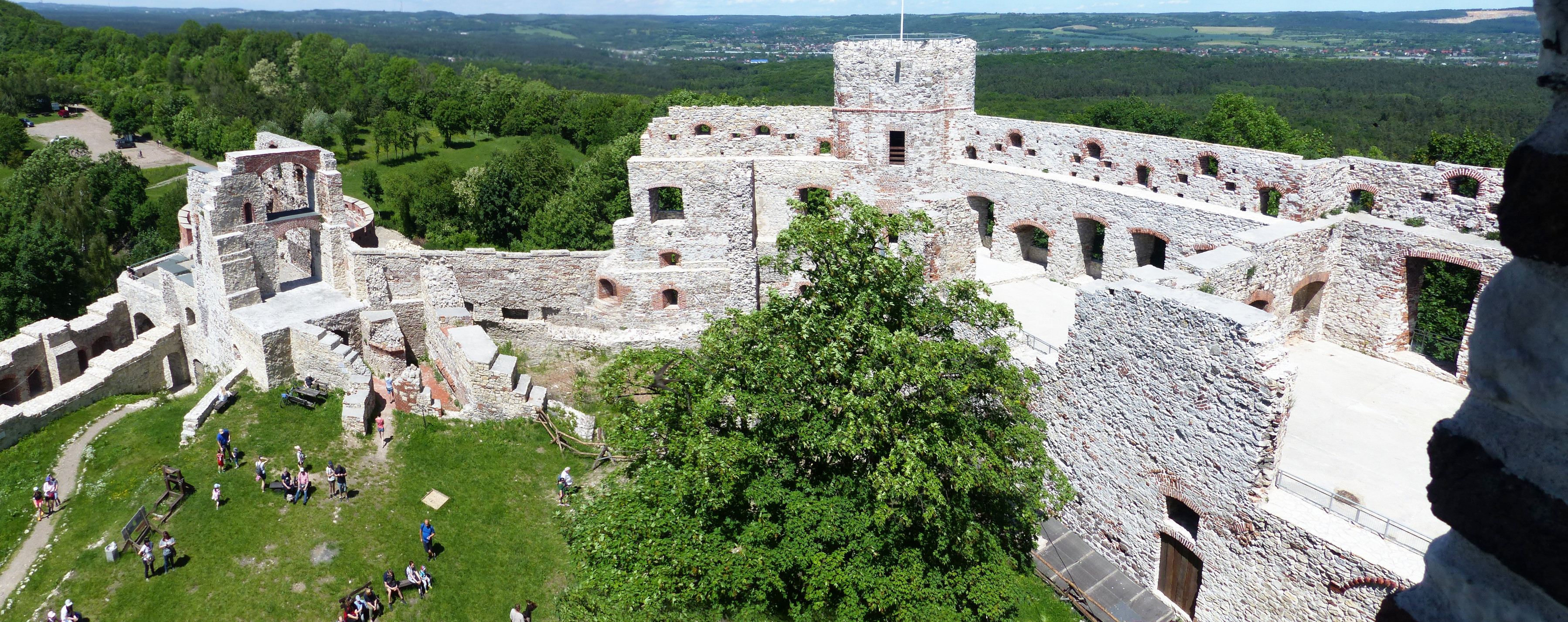
Dziedziniec zamku
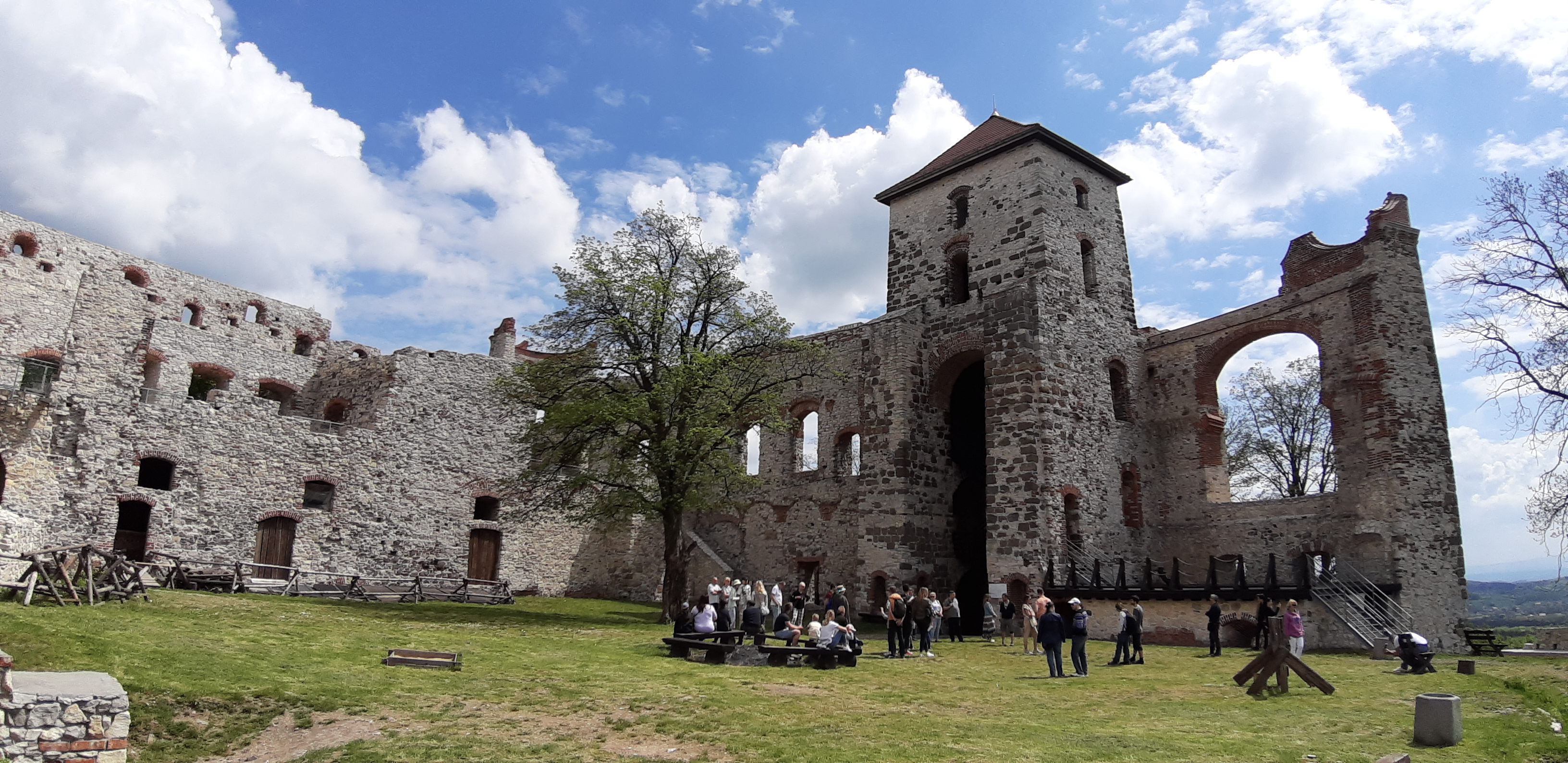
Wieża Nawojowa od dziedzińca
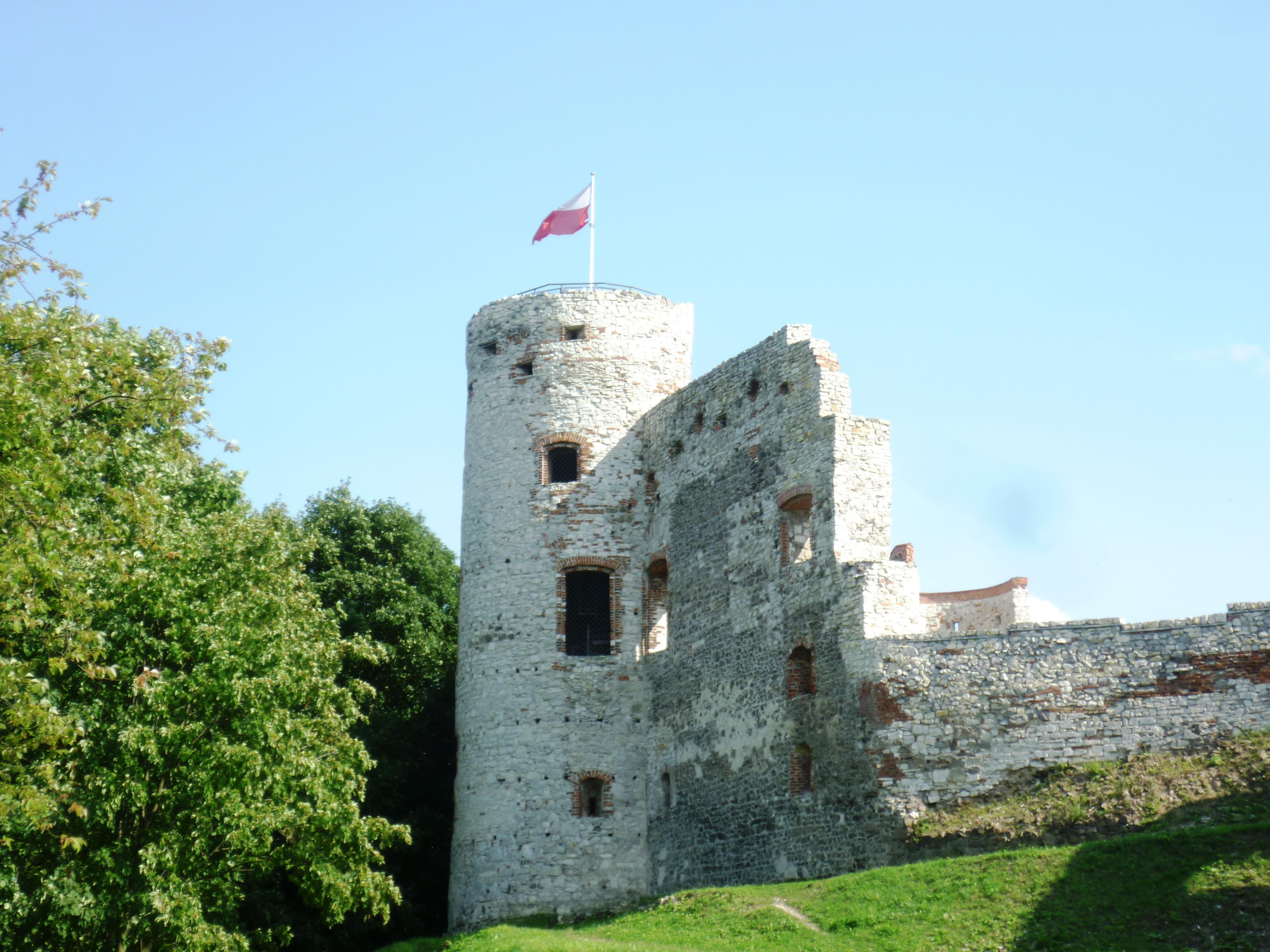
Baszta Dorotka
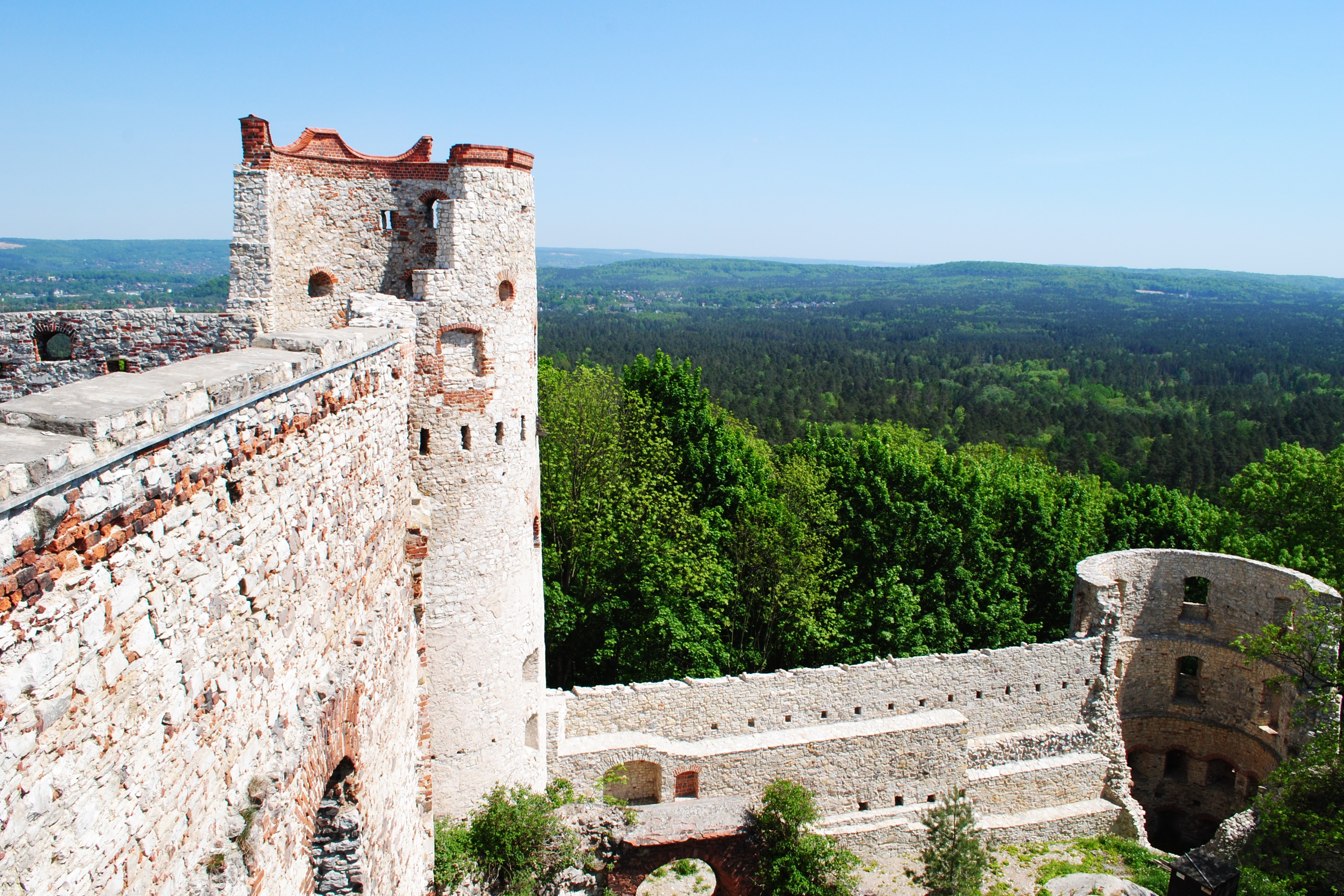
Baszta Izabela (z lewej) i baszta Małgorzata (z prawej)
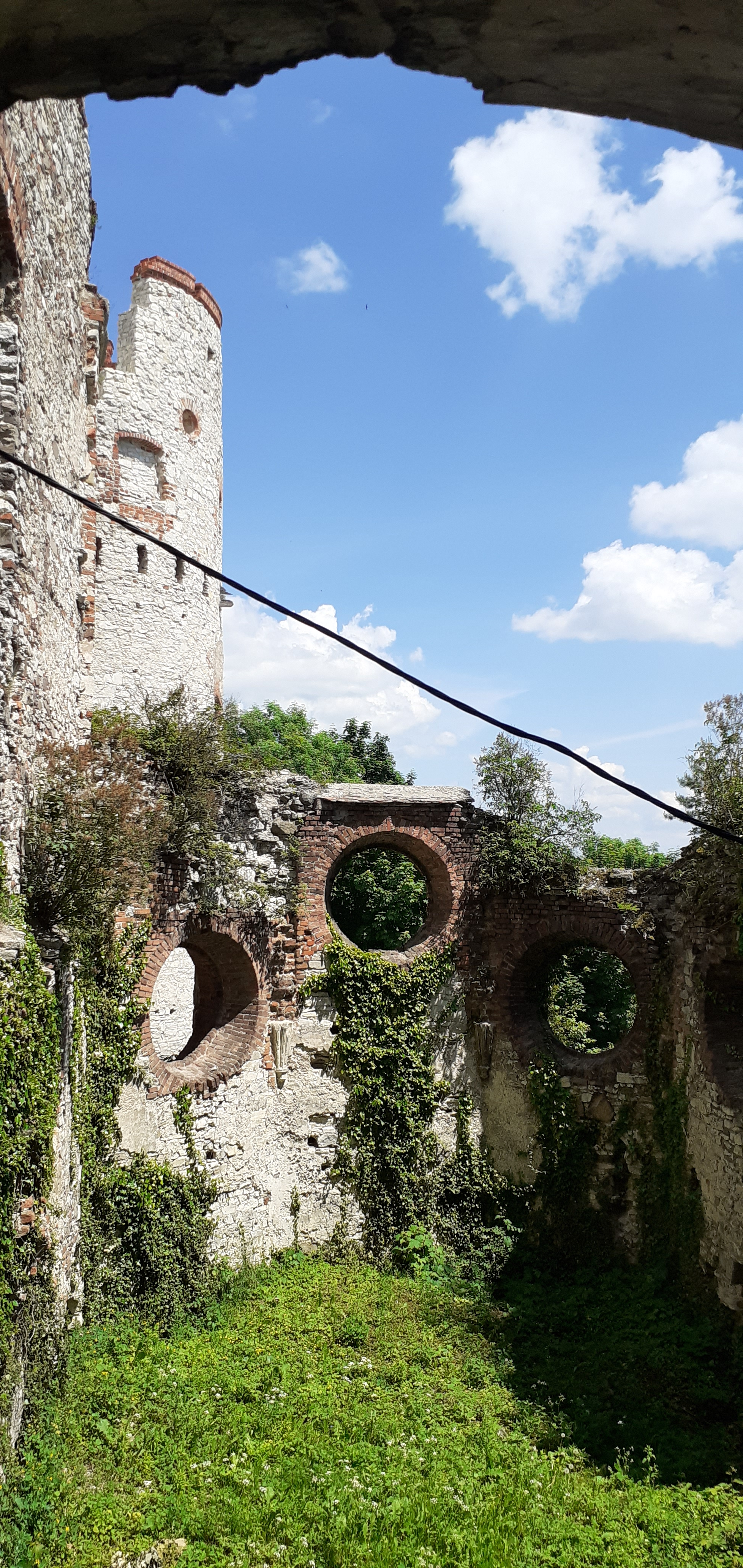
Kaplica zamkowa